# Einstein and Eddington
Einstein and Eddington é um telefilme britânico de 2008, do gênero drama biográfico, dirigido por Philip Martin para a Company Pictures e a BBC, em associação com a HBO.
O roteiro de Peter Moffat dramatiza o trabalho histórico dos cientistas inglês Sir Arthur Stanley Eddington e alemão Albert Einstein, empenhados em elaborarem e provarem a Teoria Geral da Relatividade enquanto os respectivos países se envolviam nos conflitos da I Guerra Mundial. O canal BBC Two exibiu a produção em 22 de novembro de 2008.

### Alemanha

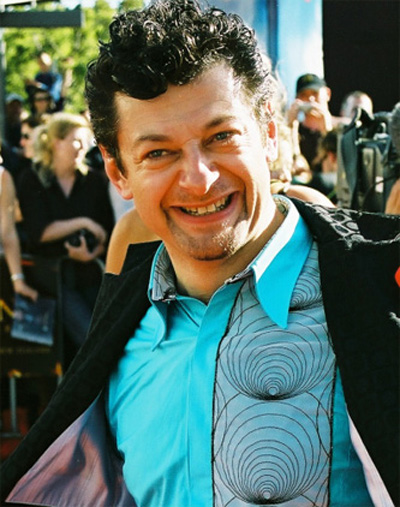
Andy Serkis (Albert Einstein)

### Reino Unido

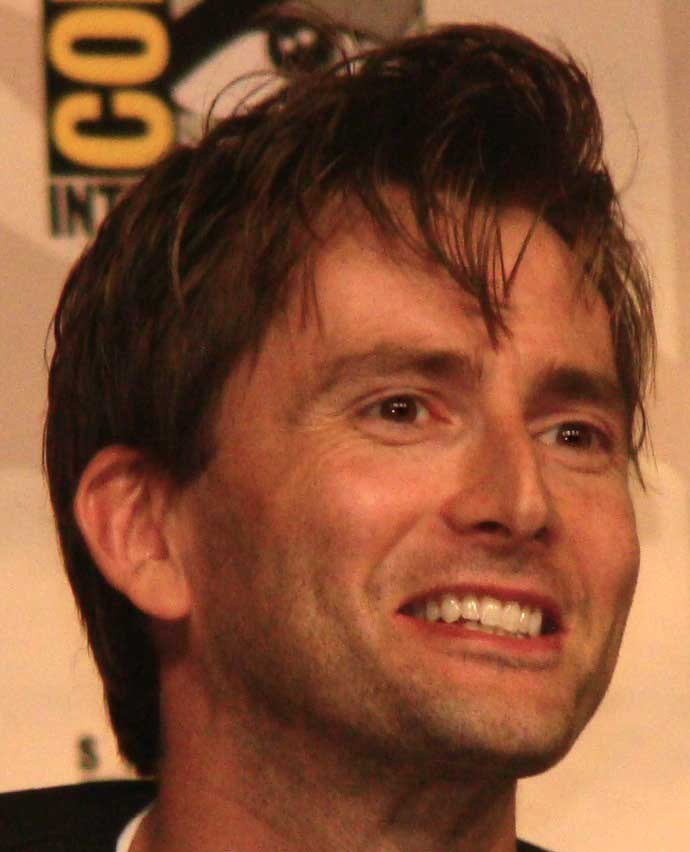
David Tennant (Arthur Stanley Eddington)

## Produção

British Broadcasting Corporation